# Chrząstowo (Grande-Pologne)
Pour les articles homonymes, voir Chrząstowo.
Chrząstowo (prononciation : [xʂɔ̃sˈtɔvɔ]) est un village polonais de la gmina de Książ Wielkopolski dans le powiat de Śrem de la voïvodie de Grande-Pologne dans le centre-ouest de la Pologne.
Il se situe à environ 7 kilomètres à l'ouest de Książ Wielkopolski (siège de la gmina), à 9 kilomètres à l'est de Śrem (siège du powiat) et à 40 kilomètres au sud de Poznań (capitale régionale).

## Histoire
De 1975 à 1998, le village faisait partie du territoire de la voïvodie de Poznań.

Depuis 1999, Chrząstowo est situé dans la voïvodie de Grande-Pologne.
Le village possède une population de 420 habitants en 2006.